# Middlewich
 (juillet 2018).
Si vous disposez d'ouvrages ou d'articles de référence ou si vous connaissez des sites web de qualité traitant du thème abordé ici, merci de compléter l'article en donnant les références utiles à sa vérifiabilité et en les liant à la section « Notes et références ».
Middlewich est une ville d'Angleterre, située dans l'autorité unitaire du Cheshire de l'Est et dans le comté cérémonial du Cheshire, au nord-ouest du pays.

## Histoire
La ville a été fondée par les Romains, qui l'ont appelée Salinae car elle était entourée de salines.
La voie romaine The Long Lane était destinée à Middlewich, d'où il était facile de rejoindre l'importante ville de Chester.

## Personnalités liées à la ville
- Jim King (1942-2012), saxophoniste, harmoniciste et chanteur de rock, y est mort ;
- Craig McDean (1964-), photographe de mode, portraitiste et accessoirement réalisateur de films, y est né.